# Baeoura platystyla
Baeoura platystyla är en tvåvingeart som beskrevs av Alexander 1966. Baeoura platystyla ingår i släktet Baeoura och familjen småharkrankar. Inga underarter finns listade i Catalogue of Life.